# 마르셀로 살라스
호세 마르셀로 살라스 멜리나오(José Marcelo Salas Melinao, 1974년 12월 24일 ~ )는 마르셀로 살라스라는 이름으로 잘 알려져 있는 칠레의 전 축구 선수이다. '투우사', 혹은 '도살자'의 뜻을 가진 엘 마타도르(El Matador)라는 별명으로 유명하다.
1998년 축구 월드컵에 참가했으며 대표팀 동료 이반 사모라노와 함께 칠레를 16강으로 이끌었다. 16강에서도 브라질을 상대로 골을 기록했으나, 팀은 호나우두와 세자르 삼파이우에게 각각 2골을 빼앗기며 4:1로 완패하였다.

## 선수 경력
- 우니베르시다드 데 칠레: 1993년 - 1996년
- 리버 플레이트: 1996년 - 1998년
- SS 라치오: 1998년 - 2001년
- 유벤투스: 2001년 - 2003년